# Qualificazioni al campionato europeo maschile di calcio 2020 - Gruppo I

## Classifica
| Squadra    | Pt | G  | V  | P | S  | GF | GS | DR  |
| ---------- | -- | -- | -- | - | -- | -- | -- | --- |
| Belgio     | 30 | 10 | 10 | 0 | 0  | 40 | 3  | +37 |
| Russia     | 24 | 10 | 8  | 0 | 2  | 33 | 8  | +25 |
| Scozia     | 15 | 10 | 5  | 0 | 5  | 16 | 19 | -3  |
| Cipro      | 10 | 10 | 3  | 1 | 6  | 15 | 20 | -5  |
| Kazakistan | 10 | 10 | 3  | 1 | 6  | 13 | 17 | -4  |
| San Marino | 0  | 10 | 0  | 0 | 10 | 1  | 51 | -50 |

## Risultati

### Prima giornata
| Arbitro: | Jovanović |

|                                           |           |  |
| Persýh 6’ Vorogovskıı 10’ Zaınýtdınov 51’ | Marcatori |  |

| Arbitro: | Frischer |

|                                                                     |           |  |
| Sōtīriou 19’ (rig.), 23’ (rig.) Kousoulos 26’ Efraim 31’ Laïfīs 56’ | Marcatori |  |

| Arbitro: | Hațegan |

|                                      |           |             |
| Tielemans 14’ Hazard 45’ (rig.), 88’ | Marcatori | 16’ Čeryšev |

### Seconda giornata
| Arbitro: | Vinčić |

|  |           |                                                     |
|  | Marcatori | 19’, 45+2’ Čeryšev 52’ Dzjuba 62’ (aut.) Beýsebekov |

| Arbitro: | Schüttengruber |

|  |           |                       |
|  | Marcatori | 4’ McLean 74’ Russell |

| Arbitro: | Letexier |

|  |           |                          |
|  | Marcatori | 10’ Hazard 18’ Batshuayi |

### Terza giornata
| Arbitro: | Al-Hakim |

|                                                                                               |           |  |
| Cevoli 25’ (aut.) Dzjuba 31’ (rig.), 73’, 76’, 88’ Kudrjašov 36’ Mirančuk 41’ Smolov 77’, 83’ | Marcatori |  |

| Arbitro: | Peljto |

|                                     |           |  |
| Mertens 11’ Castagne 14’ Lukaku 50’ | Marcatori |  |

| Arbitro: | Hobber Nilsen |

|                         |           |               |
| Robertson 61’ Burke 89’ | Marcatori | 87’ Kousoulos |

### Quarta giornata
| Arbitro: | Frankowski |

|                                                  |           |  |
| Qwat 45+1’ Fedïn 62’ Swyumbayev 65’ Ïslamxan 79’ | Marcatori |  |

| Arbitro: | Ardeleanu |

|                                   |           |  |
| Lukaku 45+1’, 57’ De Bruyne 90+2’ | Marcatori |  |

| Arbitro: | Di Bello |

|           |           |  |
| Ionov 38’ | Marcatori |  |

### Quinta giornata
| Arbitro: | Gestranius |

|              |           |            |
| Sōtīriou 39’ | Marcatori | 2’ Şçetkïn |

| Arbitro: | Feșnic |

|  |           |                                                    |
|  | Marcatori | 43’ (rig.), 90+2’ Batshuayi 57’ Mertens 63’ Chadli |

| Arbitro: | Sidīropoulos |

|            |           |                                 |
| McGinn 11’ | Marcatori | 40’ Dzjuba 59’ (aut.) O'Donnell |

### Sesta giornata
| Arbitro: | Dabanović |

|               |           |  |
| Fernandes 89’ | Marcatori |  |

| Arbitro: | Griffith |

|  |           |                                              |
|  | Marcatori | 2’, 73’ Kousoulos 39’ Papoulīs 75’ Artymatas |

| Arbitro: | Gil |

|  |           |                                                        |
|  | Marcatori | 9’ Lukaku 24’ Vermaelen 32’ Alderweireld 82’ De Bruyne |

### Settima giornata
| Arbitro: | Pawson |

|             |           |                          |
| Erlanov 34’ | Marcatori | 73’ Sōtīriou 84’ Ioannou |

| Arbitro: | Papapetrou |

| |           |  |
| Lukaku 28’, 41’ Chadli 31’ Brolli 35’ (aut.) Alderweireld 43’ Tielemans 45+1’ Benteke 79’ Verschaeren 84’ (rig.) Castagne 90’ | Marcatori |  |

| Arbitro: | Kehlet |

|                                        |           |  |
| Dzjuba 57’, 70’ Ozdoev 60’ Golovin 84’ | Marcatori |  |

### Ottava giornata
| Arbitro: | Mažeika |

|  |           |                           |
|  | Marcatori | 21’ Batshuayi 53’ Meunier |

| Arbitro: | Jovanović |

|  |           |                                                     |
|  | Marcatori | 9’, 90+2’ Čeryšev 23’ Ozdoev 79’ Dzjuba 89’ Golovin |

| Arbitro: | Brisard |

|                                                                |           |  |
| McGinn 12’, 27’, 45+1’ Shankland 65’ Findlay 67’ Armstrong 87’ | Marcatori |  |

### Nona giornata
| Arbitro: | Lechner |

|            |           |                         |
| Efraim 47’ | Marcatori | 12’ Christie 53’ McGinn |

| Arbitro: | Soares Dias |

|             |           |                                             |
| Džikija 79’ | Marcatori | 19’ T. Hazard 33’, 40’ E. Hazard 72’ Lukaku |

| Arbitro: | Palabıyık |

|             |           |                                           |
| Berardi 77’ | Marcatori | 6’ Zaınýtdınov 22’ Swyumbayev 26’ Şçetkïn |

### Decima giornata
| Arbitro: | Burchardt |

|                                                                          |           |             |
| Benteke 16’, 68’ De Bruyne 36’, 41’ Carrasco 44’ Christoforou 51’ (aut.) | Marcatori | 14’ Ioannou |

| Arbitro: | Árnason |

|  |           |                                                             |
|  | Marcatori | 3’ Kuzjaev 19’ Petrov 49’ Mirančuk 56’ Ionov 78’ Komličenko |

| Arbitro: | Nijhuis |

|                                |           |                 |
| McGinn 48’, 90+1’ Naismith 64’ | Marcatori | 34’ Zaınýtdınov |

## Classifica marcatori
9 reti
- Artëm Dzjuba (1 rigore)

7 reti
- Romelu Lukaku

- John McGinn

5 reti
- Eden Hazard (1 rigore)

- Denis Čeryšev

4 reti
- Michy Batshuayi (1 rigore)
- Kevin De Bruyne

- Iōannīs Kousoulos

- Pieros Sōtīriou (2 rigori)

3 reti
- Christian Benteke

- Baqtııaar Zaınýtdınov

2 reti
- Toby Alderweireld
- Timothy Castagne
- Nacer Chadli
- Dries Mertens
- Youri Tielemans

- Giōrgos Efraim
- Nicholas Ioannou
- Alekseý Şçetkïn
- Ğafwrjan Swyumbayev
- Aleksandr Golovin

- Aleksej Ionov
- Magomed Ozdoev
- Fëdor Smolov

1 rete
- Yannick Carrasco
- Thorgan Hazard
- Thomas Meunier
- Thomas Vermaelen
- Yari Verschaeren (1 rigore)
- Kōstakīs Artymatas
- Kōstas Laïfīs
- Fōtīs Papoulīs
- Temirlan Erlanov
- Maxïm Fedïn
- Bawırjan Ïslamxan

- Ïslambek Qwat
- Iýrıı Persýh
- Ian Vorogovskıı
- Georgij Džikija
- Mário Fernandes
- Nikolaj Komličenko
- Fëdor Kudrjašov
- Daler Kuzjaev
- Aleksej Mirančuk
- Anton Mirančuk
- Sergej Petrov

- Filippo Berardi
- Stuart Armstrong
- Oliver Burke
- Ryan Christie
- Stuart Findlay
- Kenny McLean
- Steven Naismith
- Andrew Robertson
- Johnny Russell
- Lawrence Shankland

1 autogol
- Kypros Christoforou (pro Belgio)
- Abzal Beýsebekov (pro Russia)

- Cristian Brolli (pro Belgio)
- Michele Cevoli (pro Russia)

- Stephen O'Donnell (pro Russia)